# Clint Sammons
Clint Joseph Sammons (né le 15 mai 1983 à Decatur, Géorgie, États-Unis) est un ancien receveur de baseball qui a évolué dans les Ligues majeures de 2007 à 2009 pour les Braves d'Atlanta. 

## Carrière
Clint Sammons est repêché en 43e ronde par les Dodgers de Los Angeles en 2001 mais ne signe pas de contrat avec cette franchise. Il est par conséquent repêché à nouveau, cette fois en 6e ronde par les Braves d'Atlanta en 2004, alors qu'il évoluait pour l'Université de Géorgie.
Le  receveur fait ses débuts dans les majeures avec les Braves d'Atlanta le 12 septembre 2007. Le 30 septembre, il obtient son premier coup sûr dans les grandes ligues contre Felipe Paulino des Astros de Houston, et ajoute un double plus tard dans la rencontre.
En 2008, il passe la plus grande part de la saison dans les mineures, jouant 23 parties avec Atlanta. Il frappe son premier coup de circuit dans les majeures le 31 juillet aux dépens du lanceur Joel Pineiro des Cards de Saint-Louis.
En 2009 il ne joue que six parties avec les Braves. Il est assigné aux ligues mineures en 2010.
Il signe un contrat des ligues mineures avec les Marlins de la Floride en janvier 2011.